# Gandakasia
Gandakasia — вимерлий рід амбулоцетид з Пакистану, який жив в еоценову епоху. Ймовірно, він ловив здобич біля річок чи струмків. 
Як і Himalayacetus, Gandakasia відома лише з одного фрагмента щелепи, що ускладнює порівняння з іншими амбулоцетидами.
Перший описаний амбулоцетид, Гандакасія, спочатку не був визнаний китоподібним.
Гандакасія, ймовірно, населяла прісноводну нішу, подібну до пакіцетид.